# Kvad

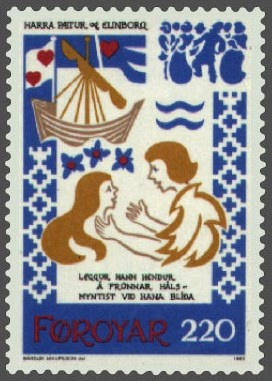
Färöiskt frimärke som avbildar kvadet Harra Pætur & Elinborg.

Kvad (fornnordiska kvæði) är en dikt, kväde,  med äldre fornnordiskt språk och versmått. Begreppet kvad används främst om eddadikter och fornnordiska skaldedikter.
Kvad brukas även om färöiska folkvisor. Dikterna berättar ofta historier om hjältar från den gamla tiden.